# نان کوهی آمل
نان کوهی آمل یا نان ییلاقی، نوعی نان شیرین سنتی است که اصالت آن به شمال کشور و شهر آمل بازمی‌گردد. این نان از نوعی خمیر ساده تهیه می‌شود که بافت بسیار نرم و لطیفی دارد. لایه میانی آن نیز به شکل مغزدار است و آن را با ترکیبات مقوی چون گردو درست می‌کنند. این نان کم شکر است و کالری زیادی ندارد. مواد آن برای لایه بیرونی شامل آرد سفید، خمیر مایه، تخم مرغ، ماست یا شیر ولرم، کره ذوب شده، آب گرم، نمک و برای لایه میانی گردو، شکر، رازیانه و هل هستند.